# Carlos Pardo
Carlos Alberto Pardo Estévez (* 15. September 1975; † 14. Juni 2009) war ein mexikanischer Automobilrennfahrer. Er war erster Sieger der NASCAR Mexiko.

## Karriere
Pardo begann seine Motorsportkarriere im Kartsport und stieg später in nationale Rennserien auf. 2004 startete er in der Debütsaison der NASCAR Mexiko für Telcel Sun Motorola. Mit vier Siegen und zehn Podiumsplatzierungen in 14 Rennen entschied er diese für sich und wurde zum ersten Sieger der Meisterschaft. In den nächsten beiden Jahren wurde Pardo jeweils Dritter, wobei er 2006 ebenfalls ein Rennen in der NASCAR Busch Series bestritt.
2007 und 2008 trat Pardo erneut in der NASCAR Mexiko an, wo er einige Podien und einen Sieg errang. Zur Saison 2009 trat er für Motorcraft in der Rennserie an und erreichte in den ersten vier Rennen einmal das Podium.

## Unfall und Tod
Am 14. Juni 2009 fuhr Pardo das fünfte Rennen der NASCAR-Mexiko-Saison auf dem Autódromo Miguel E. Abed als er gegen Rennende, in Führung liegend, mit dem Wagen von Jorge Goeters kollidierte. Goeters versuchte Pardo zu überholen, dabei kam es zu einem Kontakt zwischen den beiden Fahrzeugen, woraufhin Pardo sich auf der Strecke drehte und mit etwa 200 km/h gegen eine Mauer am Eingang der Boxengasse prallte. Pardo wurde aus dem Wrack geborgen und mit einem Hubschrauber in ein Krankenhaus gebracht, wo er 45 Minuten nach dem Unfall verstarb.
Er wurde posthum zum Rennsieger erklärt und NASCAR-Mexiko-Direktor Chad Little sprach seine Trauer über den Vorfall aus.